# Pawel Warzycha
Pawel Warzycha (13 de mayo de 1971) es un deportista alemán que compitió en esgrima, especialista en la modalidad de florete. Ganó una medalla de oro en el Campeonato Europeo de Esgrima de 1998, en la prueba por equipos.

## Palmarés internacional
| Campeonato Europeo | Campeonato Europeo | Campeonato Europeo | Campeonato Europeo  |
| Año                | Lugar              | Medalla            | Prueba              |
| ------------------ | ------------------ | ------------------ | ------------------- |
| 1998               | Plovdiv (Bulgaria) | Medalla de oro     | Florete por equipos |